# Slučaj kolportera Ferića (1957.)
Slučaj kolportera Ferića je hrvatska televizijska drama iz 1957. godine, nastala prema istoimenoj pripovijetci Augusta Cesarca, u režiji Marija Fanellija, kao dio posebne emisije posvećene autorovom životu i radu.
Emisija je imala višeslojnu strukturu – kombinirala je igrane scene, dokumentarne segmente i eseje, čineći je jednim od ranih primjera tzv. "portretne emisije" na jugoslavenskoj televiziji. Iako je nosila naziv "TV-drame", sadržajno je obuhvaćala elemente dokumenta, eseja, televizijske igre i portreta.
Premijerno je prikazana 27. listopada 1957. na Televiziji Zagreb.

## Radnja
U središtu je sukob između prodavača novina (kolportera) i predstavnika kapitalističkog poretka, kroz simbolički prikaz klasne borbe. Drama je prikazana kao vizualna parabola odnosa između proletarijata i građanske klase.

## Glumačka postava
- Fabijan Šovagović
- Mato Grković
- Drago Krča

## Produkcija
Režiju emisije potpisao je Mario Fanelli, koji je u suradnji s televizijskim urednikom i scenaristom Ivom Ruggerijem razvio formalni okvir emisije. U knjizi TV-kamere u eter (1962.), njih dvojica detaljno su opisali postupke korištene pri televizijskoj adaptaciji Cesarčeve novele, ističući kako je emisija bila zamišljena kao prikaz klasne borbe između dviju društvenih skupina.
Scenski prostor bio je namjerno neodređen, s ključnim simboličkim elementom – dugim crnim stolom na kojem je stajalo šest bijelih kristalnih pepeljara. Snimateljski kutovi i planovi stvarali su osjećaj prostorne udaljenosti i društvenog jaza između likova. Estetika emisije temeljila se na televizijskom jeziku koji je, prema riječima autora, »ostvaren izborom slike ovisno o radnji«, čime je stvoren izražajni vizualni kod specifičan za televiziju, a ne film ili kazalište.

## Koncept i problematika televizijske forme
O složenosti formata ove emisije opširno je pisao Krešo Novosel u knjizi Vi, ja i televizija (1967.). Počevši od najave emisije – »dokumentarni film o životu Augusta Cesarca i dramatizacija novele« – Novosel propituje značenje samih izraza: što zapravo znači dramatizirati novelu za televiziju? Zaključuje da novela ne može biti samo "dramatizirana", već mora biti televizijska igra, što implicira drugačiju obradu i izražajna sredstva.
Produkcija je započela pokušajima dokumentarističkog prikaza: snimci rodne kuće pisca, arhivska mjesta, rukopisi i pisma. Međutim, ti segmenti nisu pružali dovoljno izražajne snage za oblikovanje potpunog portreta. Uslijedio je pokušaj uvođenja stručnog eseja pred kameru, no on je vizualno bio neatraktivan.
Konačno rješenje bilo je kombinirati kratki dokumentarni uvod s televizijskom igrom temeljenu na noveli Slučaj kolportera Ferića, gdje su dvije kamere i dva glumca trebali iznijeti kompletnu igru u trajanju od dvadesetak minuta. Time je stvoren format koji je uključivao portret, dokument, esej i televizijsku igru, što je prema Novoselu označilo važan trenutak u razvoju televizijskog izraza u Hrvatskoj, jer su se po prvi put konkretno iskušavale mogućnosti televizije da sintetizira razne žanrove i oblike izraza u jedinstvenu emisiju.

## Značaj
Emisija je predstavljala jedan od najranijih primjera televizijskog eksperimenta u Hrvatskoj i Jugoslaviji, gdje su redatelji i urednici pokušavali pronaći autentični televizijski izraz kombiniranjem različitih formi. Smatra se važnim korakom u formiranju televizijske estetike kasnijih godina.